# Marselheta
Marselheta (en francès Marseillette) és un municipi francès situat al departament de l'Aude i a la regió d'Occitània.